# Magnus Brostrup Landstad
Magnus Brostrup Landstad (né le 7 octobre 1802 à Måsøy, mort le 8 octobre 1880 à Kristiania) était un pasteur norvégien, compositeur de cantiques, collectionneur de textes, récits et objets du folklore norvégien. Il était un cousin de Hans Peter Krag Schnitler.

## Biographie
Enfant, il a déménagé avec son père, Hans Landstad (1771-1838), lui-même pasteur, à Øksnes en 1806 puis en 1811 à Vinje et en 1819 à Seljord.
Il obtient son diplôme de théologie en 1827 et travaille à Gausdal. En 1828, il épouse Wilhelmine Margrete Marie Lassen, fille du pasteur de Hadeland. Il devient pasteur de Kviteseid en 1832 où lui et sa famille tombent gravement malades la première année. En 1839, il retourne à Seljord où il prend la succession de son père décédé. En 1849, il déménage à Fredrikshald puis à Sandar en 1859.
En 1870, il est décoré de l'Ordre de Saint-Olaf ; mais en 1874, à la suite d'un AVC, il part s'installer à Kristiania.

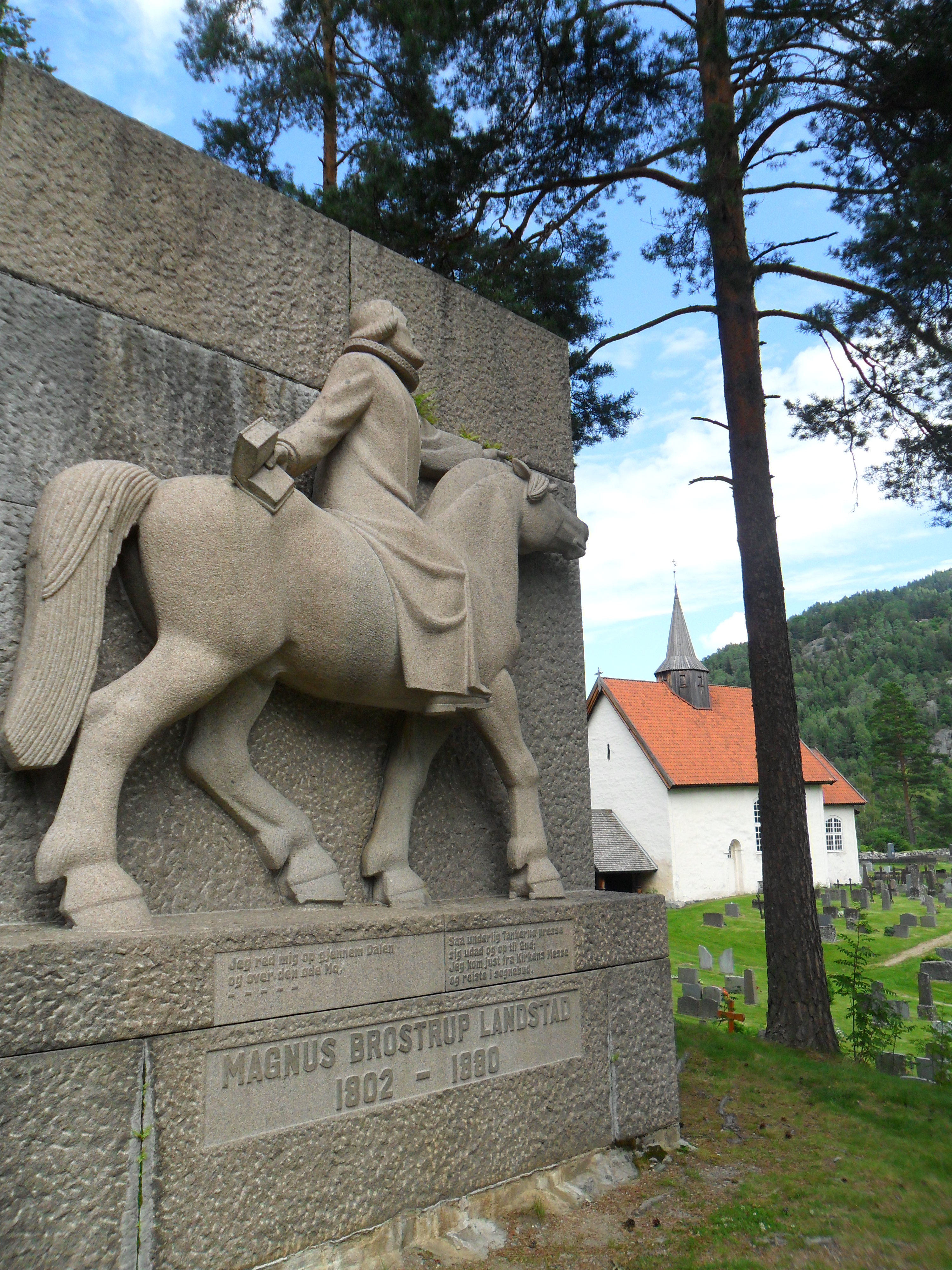
Statue de Landstad, église de Seljord, Telemark.

## Landstad et la langue norvégienne

### Un défenseur des dialectes
«Er det en Forbrydelse, når jeg synger og skriver for det norske Folk?» s'indignait régulièrement Landstad.
Durant les années 1830 et 1840, les débats sont houleux pour savoir d'une part quel âge avait la Norvège ? Était-ce un vieux pays qui venait juste de recouvrer son autonomie (en 1814)? ou au contraire était-ce un tout jeune pays ? Dans ce cadre, se posait la question de la langue ? Comme la Norvège était un pays, elle se devait d'avoir sa langue. Fallait-il garder le danois ? "Norvégianniser" le danois ? ou encore retrouver (recréer une vraie langue norvégienne)? 
Landstad, qui aura vécu la majeure partie de sa vie dans les régions où les dialectes étaient considérées par Ivar Aasen comme les plus authentiques de Norvège (c'est-à-dire non influencés par le danois), considère que le norvégien écrit est tel une langue étrangère comparé à la langue parlée.

### Travail avecIvar Aasen
Landstad fut un correspondant d'Ivar Aasen qu'il reçut quatre mois en 1845. Les deux partageant l'idée qu'il fallait recréer une langue véritablement norvégienne (landsmål) en lieu et place du dano-norvégien (riksmål). 
Le travail d'Ivar Aasen est de donner au landsmål une grammaire. Plus largement, de donner une homogénéité, un programme, à tous ceux qui veulent écrire une langue qu'ils considèrent comme véritablement norvégienne.
Ainsi, Landstad est-il un exemple du travail accompli par Aasen. Effectivement, Landstad comptait plusieurs cheval de bataille :
- la suppression du terme som (qui, comme) qui pour lui était très rarement utilisé en norvégien
- il rejetait le dialecte de Halden qu'il trouvait moins "pur" que celui des montagnes (mais qu'Aasen a réhabilité)
- il refusait un certain nombre de termes comme ansvar ou spot qui venaient de l'allemand. Lorsque Aasen lui a fait prendre conscience que de fait ces termes existaient déjà en vieux norrois, il les a acceptés.

## Œuvres
- Norske Folkeviser, 1852
- Landstads kirkesalmebog, 1869